# 本多知成
本多 知成（ほんだ ともなり、1960年11月2日 - ）は、日本の裁判官。最高裁判所事務総局総務局参事官、札幌地方裁判所所長、知的財産高等裁判所部総括判事等を経て知的財産高等裁判所長。

## 人物・経歴
石川県出身。金沢大学法文学部卒業後、1987年裁判官任官、大阪地方裁判所判事補。那覇地方裁判所判事補、大津地方裁判所判事補、釧路地方裁判所帯広支部判事補、東京地方裁判所判事、最高裁判所事務総局総務局参事官、横浜地方裁判所判事、知的財産高等裁判所判事、東京地方裁判所部総括判事、横浜地方裁判所部総括判事等を経て、2017年釧路地方裁判所所長、釧路家庭裁判所所長。2019年札幌高等裁判所部総括判事。同年札幌地方裁判所所長。2021年知的財産高等裁判所部総括判事。2023年6月、知的財産高等裁判所長。

## 裁判
- 横浜事件の元被告人の遺族が国家賠償を求めていた事件で、国の違法性を認めたものの、国家賠償法施行以前であったことを理由に、原告の請求を棄却した[7]。
- サントリーに勤務していた男性が、上司からパワーハラスメントを受け鬱病になったと主張した事件で、サントリーホールディングスの責任を認め、約290万円の損害賠償を命じた[8]。

## 著書
- 小野昌延先生喜寿記念刊行事務局編『小野昌延先生喜寿記念 知的財産法最高裁判例評釈大系 ２』青林書院 2009年
- 高部眞規子編『裁判実務シリーズ２ 特許訴訟の実務』商事法務 2012年